# Загублені у раю
«Загублені у раю» (англ. Marooned on Eden) — науково-фантастичний роман, написаний 1993 року Робертом Л. Форвардом у співпраці зі своєю дружиною, Мартою Додсон Форвард.
Один з романів, які входять до серії Світу Рош, про експедицію з вивчення планет, виявлених на орбіті навколо зірки Барнард. Незважаючи на те, що роман написаний до створення «Океану під льодом», у серії книг він все ж є наступним після вище вказаної книги. Четверта за рахунком книга в серії. Написаний від імені члена екіпажу Рейкі ЛеРу, події роману розгортаються навколо екіпажу, який намагається вижити на заселеному місяці Цуні після аварії під час висадки десанту на планету. Екіпаж все-таки робить все можливе, щоб продовжувати місію без технологій, навчаючись спілкуванню з мешканцями Місяця й зрештою будує будинок та створює сім'ї. Це єдина книга в серії, написана від першої особи.

## Сюжет

### Екіпаж
Початковий екіпаж експедиції до зірки Барнарда під керівництвом майора Вірджинії Джонс налічував двадцять людей, коли він покинув Сонячну систему в 2026 році. Один з членів екіпажів, доктор Вільям Ван, під час тривалого лікування решти екіпажу від інфекційного типу раку помер від цього ж різновиду раку. Хоча екіпаж провів сорок календарних років, подорожуючи від Сонячної системи до зірки Барнарда, швидкість їх старіння під час тривалої подорожі сповільнилася в чотири рази завдяки використанню препарату No-Die. Як результат, після прибуття до Барнарда у 2066 році реальний біологічний вік екіпажу відносно початку місії збільшився лише на десять років. Наступні два роки екіпаж провів уповільнену зупинку в планетарній системі Барнарда, потім три роки обстежував всю систему з космосу, досліджуючи обидві частини подвійної планети Світ Роша та поверхню Гаргантуану на місяці Зулу, перш ніж рухатися на поверхневі дослідження Зуні. Вік для людей наведені з точки зору їхнього реального біологічного віку під час аварійної посадки на Зуні, тепер відомий як Едем, у 2073 році.

### Чужинці-гіганти
«Веселі зелені гіганти», як їх називали люди, — великі та розумні деревоподібні істоти. Вони використовують деякі знаряддя, такі як ножі, і рухаються дуже повільно, порівняно з людьми. «Джолі» використовують шість гідравлічно керованих корінців для переміщення, йдучи, тримаючи передню частину тіла, включаючи ліве серенє та праве заднє коріння на землі та переміщуючи інші три корінці вперед. Вони почергово рухають ними, завдяки чому й переміщуються. Кажуть, що вони виглядають трохи схожими на пальми Джорджа, коли на борт Прометея надіслали їх зображення.
«Веселі зелені гіганти» мають очі, дуже схожі на пташині, завдяки чому вони можуть літати. Вони не мають постійного кріплення до основного корпусу, але їм потрібно повернутися до нього для керівництва, харчування та для передачі «даних», які вони зібрали під час обльоту. Головний орган забезпечує їм настанови, як це видно в книзі, коли головний корпус рослини надає їм польотні зразки. У них великий мозок, і майже немає травної системи. Вони пернаті і мають отвір у голові, який використовується для «передачі даних» та отримання живлення. У них є одне велике око. У романі стверджувалося, що вони можуть залишатися в «гнізді» й спстерігати, діючи, як людські очі, завдяки чому вони забезпечують «живу подачу» інформації.
Збирачі «Веселих зелених гігантів» мають системи, подібні до очей, але вони служать іншій меті. Вони використовуються як руки для збирача й служать для більш делікатних завдань, ніж «коріння» основного корпусу. Їх також використовують для спілкування, оскільки вони є єдиною частиною «Веселих», яка може генерувати звук, відповідний потребі.